# ブロークン
『ブロークン』（The Broken）は、2008年のイギリスのサスペンスホラー映画。
『フローズン・タイム』で話題を集めたショーン・エリスが監督した作品。
2008年のシッチェス・カタロニア国際映画祭で脚本賞を受賞、作品賞にノミネートした。

## ストーリー
とある病院で放射線技師を務めるジーナ。父の誕生日を祝っている最中に大きな鏡が割れ、その時は冗談を言って笑ったものの、次の日から不可解な現象が起きはじめる。

## キャスト
- レナ・ヘディ：ジーナ・マクヴェイ
- リチャード・ジェンキンス：ジョン・マクヴェイ
- メルヴィル・プポー：ステファン・チェンバース
- ミシェル・ダンカン：ケイト・コールマン
- エイシャー・ニューマン：ダニエル・マクヴェイ
- ウルリク・トムセン：ロバート・ザックマン先生